# János Székely (futbolista)
János Székely (Timișoara, Rumanía, 13 de mayo de 1983) es un futbolista rumano de etnia húngara. Juega de centrocampista y su equipo actual es el Volga Nizhni Nóvgorod.

## Biografía
János Székely, que normalmente actúa de centrocampista por la banda derecha, empezó su carrera futbolística en las categorías inferiores de un equipo de su ciudad natal, el Politehnica Timișoara. En 2001 pasa a formar parte de la primera plantilla del club y debuta en la Liga II.
En 2002 ficha por el U Cluj. En la temporada 2006-07 su equipo consigue el ascenso a la Liga I. János Székely ayudó a lograr ese objetivo durante la primera mitad de la temporada, ya que a principios de 2007 se marcha a jugar al FC Oțelul Galați. Con este equipo debuta en Liga I. Fue el 23 de febrero en el partido Oțelul Galați 3-2 Unirea Urziceni. En verano, Székely debuta en competiciones europeas, concretamente en la Copa Intertoto de la UEFA. Su equipo gana esa edición, tras vencer en los dos partidos de la final contra el Trabzonspor (el Oțelul Galați se impuso por 2 a 1 en los dos partidos), lo que le da derecho a participar en la siguiente edición de la Copa de la UEFA. En esta competición, en la que Székely disputó un encuentro, el Oțelul Galați cayó eliminado en primera ronda contra el Lokomotiv de Sofia.
El 6 de mayo de 2008 firma un contrato con su actual club, el Steaua de Bucarest, equipo que tuvo que pagar 1 millón de euros para poder ficharlo.

## Clubes
| Club                      | País    | Año       |
| ------------------------- | ------- | --------- |
| FCU Politehnica Timișoara | Rumania | 2001-2002 |
| U Cluj                    | Rumania | 2002-2007 |
| FC Oțelul Galați          | Rumania | 2007-2008 |
| Steaua Bucarest           | Rumania | 2008-     |

## Títulos
- 1 Copa Intertoto de la UEFA (Oțelul Galați, 2007)